# Direction des Inventions intéressant la défense nationale
En France, la direction des Inventions intéressant la défense nationale fut une des directions de différents ministères de 1915 à 1922, et fut transformée en secrétariat d'État durant l'année 1917. Cette direction fut créée au sein du ministère de l’Instruction publique, des Beaux-arts et des Inventions intéressant la défense nationale par le décret du 13 novembre 1915, à l'initiative du ministre Paul Painlevé. 
Elle avait notamment pour mission, durant la guerre, d'assurer la mobilisation scientifique et la coordination des laboratoires. La direction était également chargée d’examiner les inventions proposées par les inventeurs et d'entreprendre les recherches demandées par les ministères de la Guerre et de la Marine. Pour cela, la Commission supérieure des inventions fut rattachée à cette direction. 
Émile Borel fut placé à la tête du cabinet technique de la direction avec Jean Perrin comme second. La direction comprenait 49 membres.
Tout projet adressé à la direction devait être transmis par le cabinet technique à la Commission supérieure des inventions qui les répartissait entre ses sections. 
La direction comportait elle-même huit sections spécialisées: guerre de tranchée, aéronautique, balistique et armement, mécanique, physique et électricité, marine, chimie, et hygiène et physiologie.
En parallèle, une mission d’essais, vérifications et expériences techniques, avait été créée au ministère de la guerre en août 1915 par Alexandre Millerand, en s'appuyant sur le laboratoire d'essais du Conservatoire national des arts et métiers. 
Après le remaniement ministériel du 12 décembre 1916, la direction fut transformée en service et rattachée au ministère de l’Armement et des Fabrications de guerre. Le secrétaire d’État Jules-Louis Breton fut spécialement chargé de ce service. Il prit successivement les titres de sous-secrétaire d'État des Inventions, puis de sous-secrétaire d'État des Inventions, des Études et des Expériences techniques, et enfin de sous-secrétaire d'État aux Inventions intéressant la défense nationale. À partir du 14 avril 1917, ce sous-secrétariat d'État fut constitué de la Commission supérieure des inventions, du Service des inventions, des études et des expériences techniques de l'artillerie, de l'Inspection des études et des expériences techniques des armes portatives, du Service des inventions, des études et des expériences techniques des poudres et explosifs et du Service des inventions, des études et des expériences techniques de l'automobile. Avec l'arrivée de Paul Painlevé à la présidence du Conseil, le sous-secrétariat d'État passe sous la tutelle du ministère de la guerre, à la tête duquel se trouve Painlevé, et est rattaché à la section technique du génie. Après la démission de Paul Painlevé en novembre 1917, le sous-secrétariat d'État est rattaché à nouveau au ministère de l'armement et redevient une simple direction. En avril 1919, la direction des inventions est rattachée au ministère de l’Instruction publique sous le nom de direction des recherches scientifiques et industrielles et des inventions. Elle est finalement intégrée en 1923 au sein du nouvel Office national des recherches scientifiques et industrielles et des inventions.